# Miramar (mansión)
Miramar es una mansión situada en la isla Aquidneck, en el estado de Rhode Island (Estados Unidos). Tiene 2800 m² y fue construida en estilo neoclásico francés en un terreno de 32 000 m² que bordea la Bellevue Avenue. Con vistas a Rhode Island Sound, fue pensado como una casa de verano para la familia de George D. Widener de Filadelfia.

## Historia

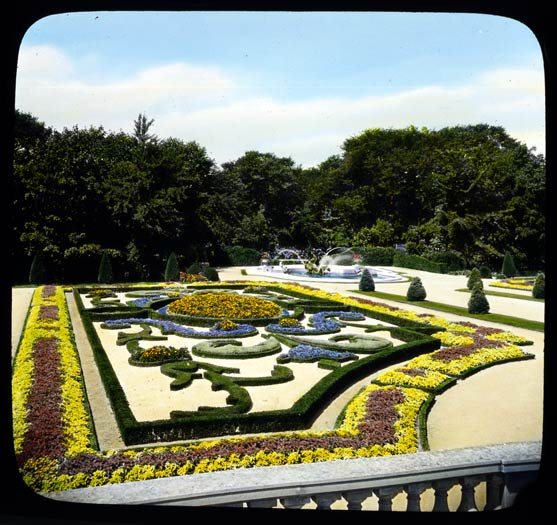
Los jardines

Su arquitecto fue Horace Trumbauer, quien anteriormente había diseñado la propiedad cercana de Edward Julius Berwind, The Elms. Los jardines fueron creados por Jacques Gréber.
El edificio y el paisajismo aún estaban en la etapa de diseño cuando George Widener y su hijo Harry murieron en el naufragio del RMS Titanic. Su viuda, Eleanor Elkins Widener, que fue rescatada en un bote salvavidas del Titanic, completó el proyecto. La construcción se llevó a cabo durante 1913 y 1914 y se inauguró el 20 de agosto de 1915.
La mansión de 27 dormitorios y 14 baños tiene un gran salón / salón de baile de 8,2 por 19 m en el primer piso que se abre a una terraza de 371 m² frente al mar. La bodega puede albergar hasta 10 000 botellas y tiene un lavabo de piedra de 6 m para glasear hasta 200 botellas de champán a la vez.
La propiedad tiene 560 m² de cochera y jardines con una fuente de bronce diseñada por el escultor francés Henri-Léon Gréber, padre del paisajista.

## Propietarios
En 1956, Miramar fue vendida por la propiedad del segundo marido de Eleanor Widener, Alexander H. Rice Jr, por 118 000 millones de dólares, y en 2006 se vendió nuevamente, por 17 y medio millones de dólares.